# Saddlers
Saddlers es una localidad de San Cristóbal y Nieves, capital junto a Dieppe Bay de la parroquia de Saint John Capisterre.
Se ubica a una altitud de 39 m sobre el nivel del mar a 15 km al noroeste de la capital de la federación, Basseterre.
La parroquia fue históricamente gobernada por Francia y el Reino Unido, con capitales respectivamente en Dieppe y Saddlers: cuando Inglaterra tomó el control de toda la isla en 1713, ambas ciudades permanecieron consideradas como capitales conjuntas.  
Al sudeste de la localidad se encuentra el volcán de Black Rocks.
Según estimación 2010 cuenta con una población de 1049 habitantes.